# Hyphessobrycon rutiliflavidus
Hyphessobrycon rutiliflavidus és una espècie de peix de la família dels caràcids i de l'ordre dels caraciformes.

## Morfologia
- Els mascles poden assolir 5,8 cm de llargària total.
- Nombre de vèrtebres: 32-33.[4]

## Alimentació
Menja plantes vasculars, algues i artròpodes (himenòpters, formigues i del gènere Aranae).

## Hàbitat
Viu a àrees de clima tropical.

## Distribució geogràfica
Es troba a Sud-amèrica: riu Paraguai al Brasil.